# 레오카레스

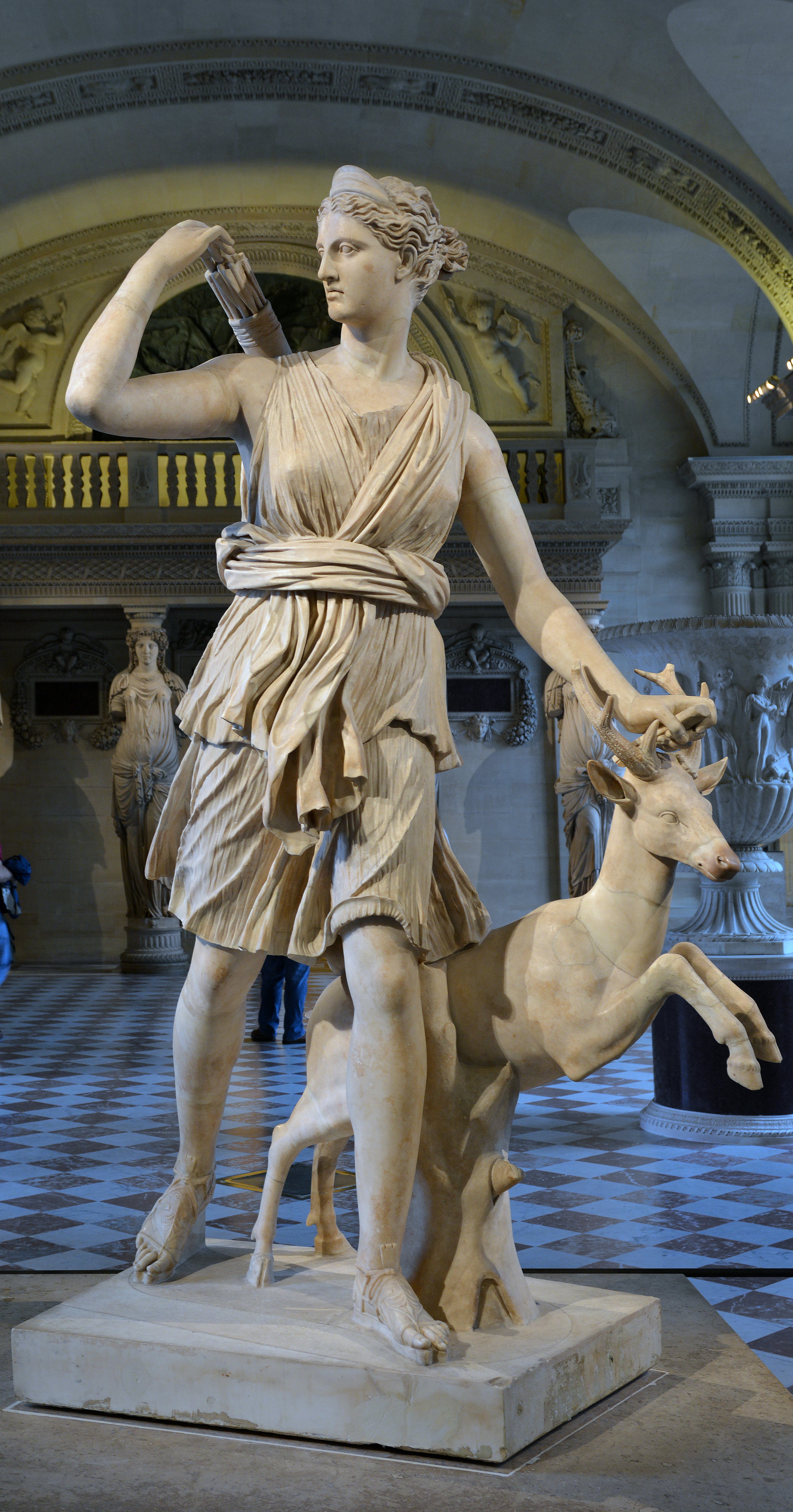
베르사유의 다이애나

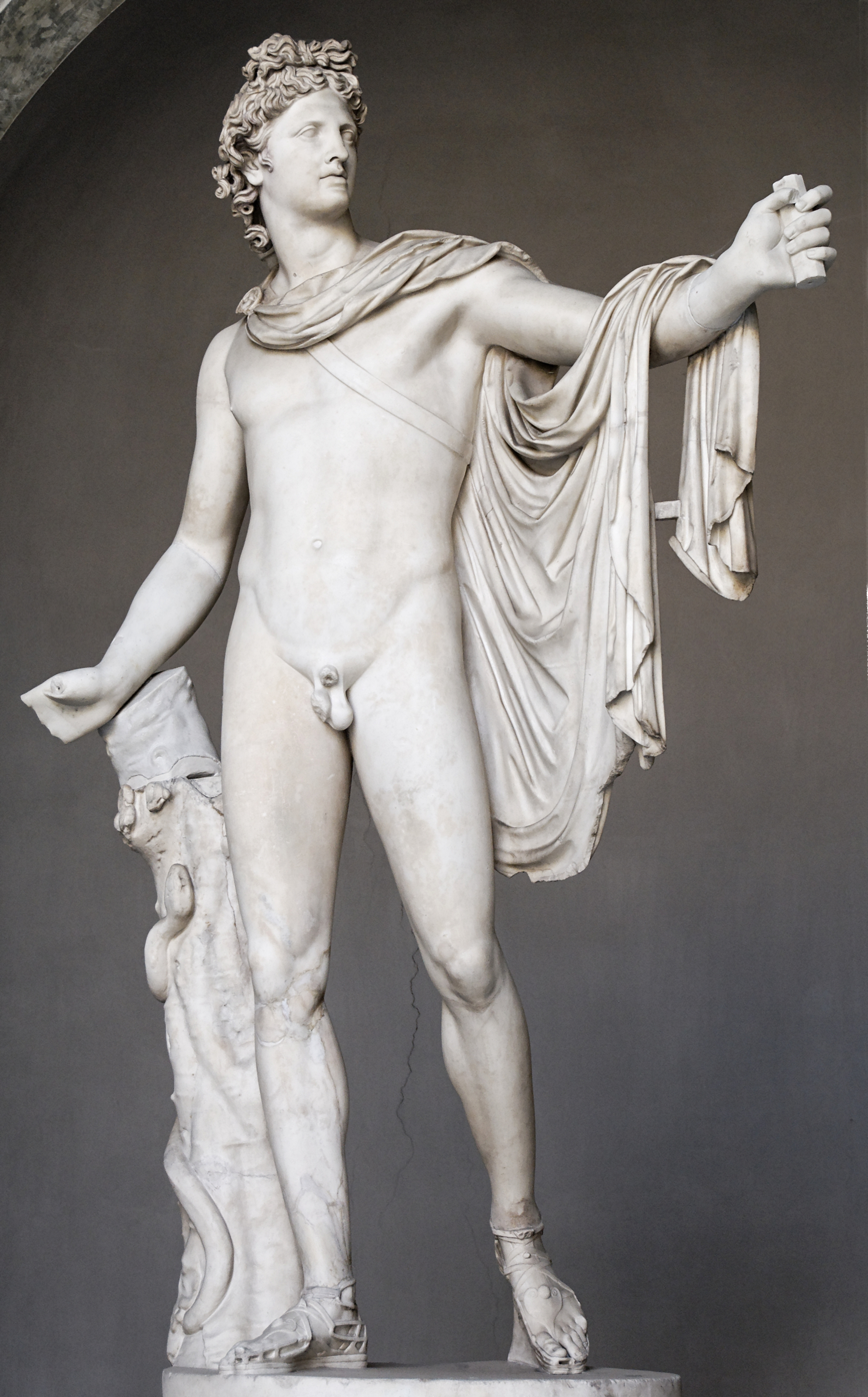
아폴로 벨베데레

레오카레스(Λεοχάρης)는 기원전 4세기의 고대 아테나이 출신의 조각가이다.

## 작품
역사가 대 플리니우스에 의하면, 레오카레스는 아르테미시아 2세의 명으로 다른 3명의 조각가들과 함께 할리카르나소스의 마우솔레움 건설에 참여하였다.:68
베르사유의 다이아나는 기원전 325년에 만든 그의 오리지널 작품을 복제한 것이다. 그는 또한 유명한 아폴로 벨베데레(Apollo Belvedere)를 만든 것으로 여겨지고 있으며 이것도 로마 시대 복제품이 현재 바티칸시티에 보관되어있다.
그의 초상화 - 조각상 중 가장 유명한 것들은 상아와 황금으로 만들어진 필리포스 2세, 알렉산더 대왕, 아민타스 3세, 올림피아, 에우리디케 1세가 있으며, 이것들은 기원전 338년 카이로니아 전투의 승리를 기념하여 마케도니아의 필리포스 2세에 의해 세워진 올림피아에 있는 아틀티스 원형경기장인 필리페이온에 놓여있다.